# Magda Goebbels
Pour les articles homonymes, voir Goebbels (homonymie).
Magda Goebbels, née le 11 novembre 1901 à Berlin où elle est morte le 1er mai 1945, était la femme de Joseph Goebbels, ministre de la Propagande du Troisième Reich.
Née d'une union illégitime entre un ingénieur et son employée de maison, Magda Behrend n'est tout d'abord pas reconnue par son père biologique. Sa mère se marie par la suite avec un riche commerçant juif, Richard Friedländer, qui participe à l'éducation de sa belle-fille et lui donne son nom. Par sa fréquentation de pensionnats huppés et des milieux mondains, Magda Friedländer devient bientôt une jeune fille de la haute société. Elle a une relation amoureuse avec le jeune sioniste Victor Arlozoroff et porte alors un certain intérêt à la cause qu'il défend, la création d’Israël. En 1921, elle se marie avec Günther Quandt, un riche veuf âgé de 40 ans alors qu'elle n'en a que 19. Le couple a un fils, Harald, mais les Quandt divorcent en 1929.
Magda Quandt milite alors au NSDAP, où elle trouve bientôt un travail qui la rapproche du gauleiter de Berlin, Joseph Goebbels. Fascinée par le propagandiste du mouvement et par le dirigeant nazi Adolf Hitler, elle lie bientôt une relation amoureuse avec le premier qu'elle épouse en 1931, et devient une proche du second. Elle suit son époux au début des années 1930 dans son aventure politique, lorsque le parti nazi accède au pouvoir. En mars 1933, Joseph Goebbels devient ministre de la Propagande. Magda Goebbels joue alors un rôle qui peut être comparé à celui de « Première dame » du Troisième Reich, en participant à des cérémonies officielles, des réceptions, des visites d'État et en se posant pour la propagande du régime nazi comme la « plus grande mère du Reich ».
Néanmoins, dans sa vie privée, elle tente de mener une existence libre, s'affranchissant par exemple de l'interdiction de se maquiller ou de porter des vêtements de luxe, et s'intéressant de près à la chose politique mais sans jouer de rôle en la matière. Fanatique nazie, elle suit son mari dans les derniers jours du Reich, en s'installant dans le bunker du Führer à Berlin. Avant de se suicider avec son époux, elle tue ses six enfants Goebbels, confiant par écrit à son premier fils, combattant dans la Luftwaffe, que « le monde qui va venir après le Führer et le national-socialisme ne vaut plus la peine qu'on y vive ».

## Biographie

### Enfance et adolescence

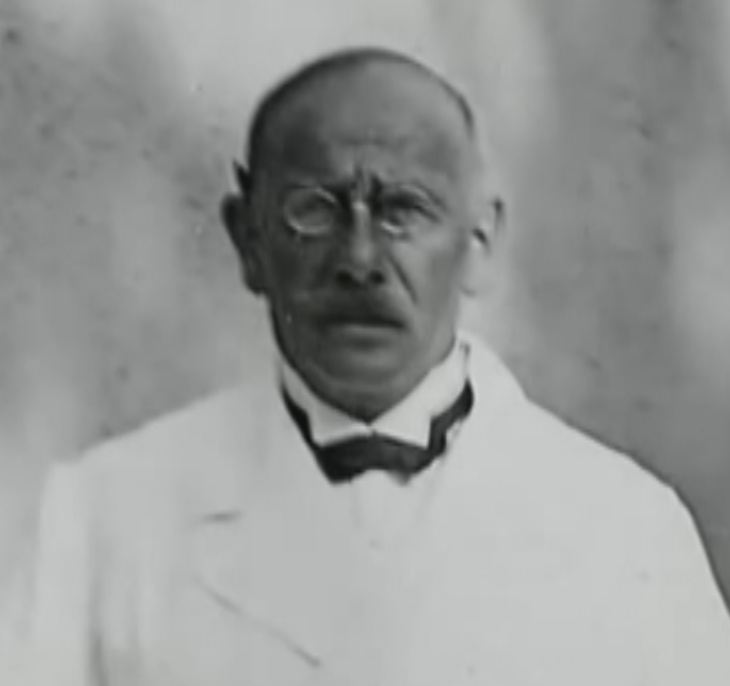
Richard Friedländer, beau-père de Madga Goebbels, mort en déportation en 1939 à Buchenwald.

Maria Magdalena Behrend — communément appelée Magda — est née en 1901 de la relation d'Oskar Ritschel, un ingénieur fortuné, et d'une employée de maison de ce dernier, âgée de 20 ans : Auguste Behrend. Celle-ci cache son statut de fille-mère avant d’épouser Ritschel. Non reconnue à cette époque par son père biologique, Magda porte alors le nom de famille de sa mère. Le couple Ritschel divorce alors que Magda a trois ans. Deux ans plus tard, sa mère l'envoie vivre à Cologne auprès d'Oskar Ritschel qui s'installe ensuite à Bruxelles en Belgique. À partir de 1906, il paie ses études dans un pensionnat catholique près de Bruxelles (au cloître des Ursulines à Vilvorde, pendant huit ans), ville où elle est bientôt rejointe par sa mère et le mari de celle-ci, un commerçant juif nommé Richard Friedländer qui l'élève avec tendresse puis l'adopte en lui donnant son nom. Son père et son beau-père s’apprécient et participent chacun à l’éducation de la jeune fille, qui « devient vite une enfant précoce aux manières parfaites ». C’est une jeune fille gâtée, que chaque père emmène parfois avec lui en voyage.
Mais en août 1914, la Première Guerre mondiale éclate et les Friedländer sont soudainement obligés de repartir pour Berlin, après l’invasion allemande ; son beau-père y poursuit son activité de commerce[réf. souhaitée] mais ses avoirs sont placés sous séquestre et il ne peut que survivre difficilement grâce à de petits boulots,. Finalement, Richard Friedländer se sépare d’Auguste en 1918 mais continuera à garder le contact avec sa fille adoptive et à payer ses études, alors que les relations restent toujours tendues entre Auguste Friedländer et sa fille.
Magda Friedländer garde également le contact avec son père, Oskar Ritschel, qui vit alors à Bad Godesberg et l'initie au bouddhisme. À Berlin, elle fréquente un collège public puis un lycée de jeunes filles de bonne famille, le pensionnat Holzhausen, à Goslar. Admirée pour son assurance et sa connaissance des milieux mondains, elle y devient une bonne amie de Lisa Arlozoroff, fille d'une famille pauvre d'émigrés russes ayant fui les pogroms,. Elle y rencontre aussi le frère aîné de celle-ci, Viktor Haïm Arlozoroff, un jeune sioniste qui devient son premier grand amour. Ce dernier devient plus tard en Palestine - où il arrive en 1923 - l'une des grandes figures du sionisme avant d'y être assassiné. Magda Friedländer intègre le groupe gravitant autant des Arlozoroff, participe aussi avec ferveur (selon les carnets de Lisa, la sœur de Victor Arlozoroff) aux réunions et débats du groupe Tikvat Zion (« Espoir de Sion ») sur l'avenir de la Palestine,, apprend l'hébreu et porte même l'étoile de David que Viktor Arlozoroff lui a offerte, projetant d'émigrer avec lui en Palestine. Mais leurs chemins se séparent puis elle obtient son Abitur (baccalauréat).

### Premier mariage avec Günther Quandt

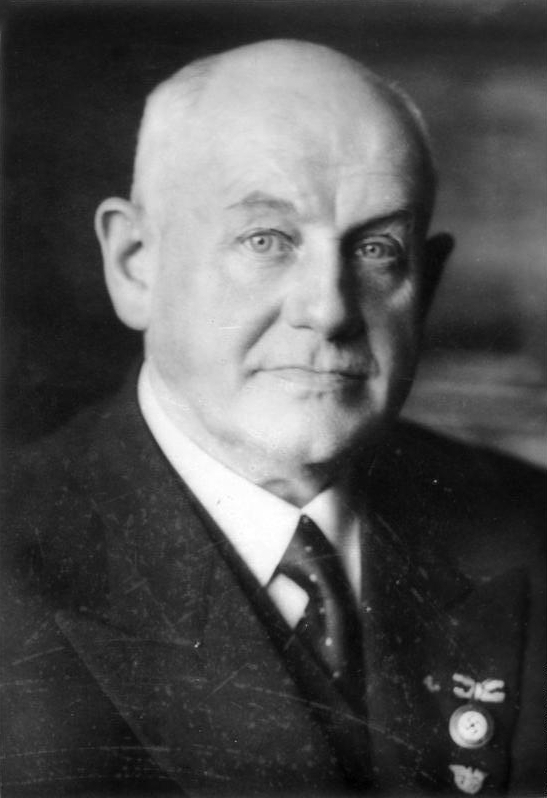
Son premier mari, Günther Quandt, cliché de 1941.

En 1920, revenant de vacances vers son internat, dans le train qui va de Berlin à Goslar, la jeune fille de 18 ans fait la connaissance de l'industriel Günther Quandt (1881-1954), veuf âgé de 38 ans, alors un des hommes les plus riches d’Allemagne, membre de la famille Quandt, notamment propriétaire de l'entreprise BMW,. Impressionné par l’allure et le charme de Magda Friedländer, il parvient à l'emmener en promenade en se faisant passer pour un ami de la famille ; puis il la demande en mariage,. La perspective de vivre dans la grande bourgeoisie sans souci matériel masque la différence d’âge, et après quelques semaines de réflexion, Magda accepte le mariage en 1921. Cependant, elle doit renoncer au nom de Friedländer, à cause de ses connotations juives qui le rendent peu convenable aux yeux de la famille de son futur mari. Sollicité par celui-ci, qui lui montre ses possessions et son train de vie, son père biologique accepte alors de reconnaître sa fille avant son mariage afin qu'elle porte son nom, Ritschel, au lieu de Friedländer. De plus, sa mère divorce peu après de Richard Friedländer qui n'est pas invité au mariage et disparaît de la vie de sa belle-fille. Elle avait néanmoins dans un premier temps demandé elle-même à prendre le nom de son beau-père Friedländer, témoignage d'un attachement réel et sincère envers ce dernier, et réciproque,. Catholique, elle se convertit au protestantisme, religion de Quandt, qu’elle épouse le 4 janvier 1921 à Bad Godesberg,.
Devenue « Madame Magda Quandt », elle prend en charge les rôles de mère et de maîtresse de maison, tout en s'occupant des deux fils du premier mariage de Quandt. Ils vivent dans une villa berlinoise sur la Frankenallee et, parfois, se rendent à Neu-Babelsberg et au domaine Severin situé près de Parchim (Mecklembourg).
Mais la jeune mariée se rend rapidement compte qu'elle vit dans une cage dorée entourée de domestiques, et que son rêve d'une vie heureuse aux côtés d'un millionnaire ne se réalise pas. Lui garde une vie très rigide, ne lui accordant que peu de temps, alors que Magda Quandt subit également le rejet de sa belle-famille, dédaigneuse à l’égard de cette toute jeune fille qui avait conquis rapidement le cœur de Quandt, trop tôt après la mort de sa première épouse. Dix mois après le mariage, le 1er novembre 1921, elle met au monde un fils, Harald Quandt et, en 1925, la famille doit prendre en charge en plus les trois enfants d'un partenaire d'affaires de Quandt, subitement devenus orphelins. Magda Quandt consacre alors son temps à l'éducation des six enfants, qui comprend le piano et les obligations sociales. Elle participe néanmoins aux voyages d’affaires de son époux, en Amérique du Sud et aux États-Unis, donnant l’image d'un couple stable. Elle se lie d’amitié avec sa belle-sœur, Eleonore Quandt, surnommée « Ello », qui devient sa seule alliée dans la famille, et va rester une de ses proches jusqu’à la fin de sa vie.
La paix familiale est soudainement rompue quand Hellmuth, le fils aîné de Quandt, meurt à la suite d'une erreur médicale. Sa mort détruit le dernier lien qui subsistait entre les mariés. Leurs différences devenues trop marquées, Magda ne supporte plus sa vie étouffante et se réfugie dans sa liaison avec son ancien ami, Viktor Arlozoroff, revenu à Berlin, entre 1928 et le début de 1932. Mis au courant, son mari la rejette brusquement.
Revenue vivre auprès de sa mère, Magda Quandt menace de publier des lettres « scandaleuses » sur les premières liaisons hors mariage de son mari, découvertes en fouillant la maison de Babelsberg. Comme la famille Quandt veut à tout prix éviter une telle humiliation, elle parvient à obtenir de Günther Quandt qu'il lui fournisse un appartement luxueux, une pension de 4 000 marks par mois, de 20 000 marks en cas de maladie, et qu'il lui cède le droit de garde de leur fils Harald.

### Entrée dans le milieu nazi et Joseph Goebbels

#### Adhésion au NSDAP

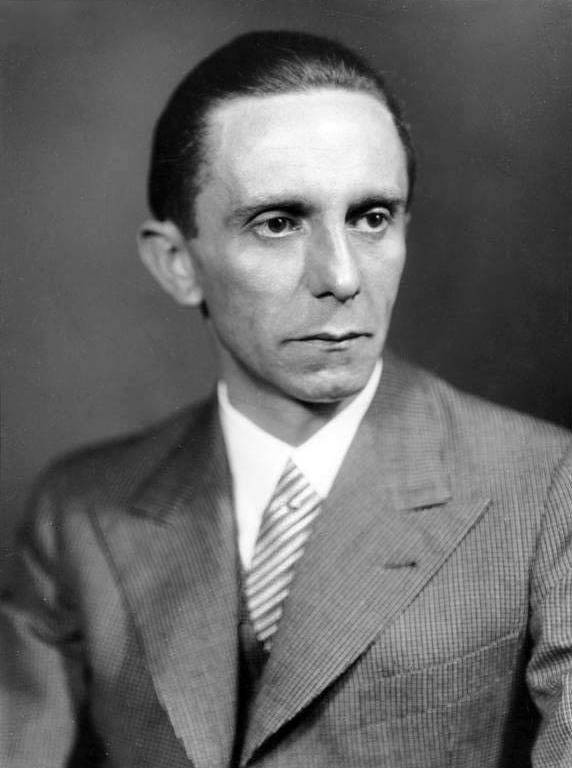
Portrait non daté de Joseph Goebbels par Heinrich Hoffmann.

Riche divorcée, Magda Quandt s’ennuie à nouveau dans cette nouvelle vie oisive sans souci amoureux ni matériel dans le Berlin des années 1930 où la crise économique qui frappe le pays ne la touche pas,. Elle rêve d'aventure, et dans cette attente, pense à étudier l'histoire de l'art ou le droit, devenir décoratrice ou avocate. Alors qu'elle se plaint de la fadeur de son existence, sa mère comprend : « J'ai su... ce qui tourmentait cette jeune femme gâtée, qui était certes ma fille, mais qui m'était pourtant plus énigmatique qu'une inconnue : elle s'ennuyait, et ne savait pas quoi faire d'elle-même ». Elle demeure au 2 Reichskanzlerplatz à Berlin (actuelle Theodor-Heuss-Platz). Elle reçoit rapidement une proposition de mariage d’un dénommé Hoover, neveu du président américain Herbert Hoover qu’elle avait connu lors d'un voyage d’affaires de son mari   à New York, et qui fait le voyage à Berlin pour lui demander sa main : elle refuse, et alors qu'ils reviennent en voiture du golf-club du Wannsee, ils sont victimes d’un accident qui les conduit à l'hôpital.
Magda adhère vers 1929 au « club Nordischer Ring », qui regroupe les membres de la bonne société berlinoise favorables aux idées du parti nazi. Là alors, espérant trouver une cause à défendre pour combler son ennui, elle participe à un rassemblement du parti, au palais des sports de Berlin en septembre 1930. Magda est fascinée par le discours de celui qui n'est alors que gauleiter de Berlin mais bien une personnalité en vue du parti nazi : l'orateur Joseph Goebbels, âgé de 33 ans. Auguste Friedländer indique que sa fille lui a confié avoir cessé d'écouter après les premières phrases de Goebbels pour se concentrer sur la façon dont il s'exprimait. Le lendemain, elle s'inscrit dans la cellule du NSDAP de son quartier (Berlin-Westend) où elle est l'adhérente numéro 297442. Alors qu'elle propose d'offrir son aide, on lui conseille de lire le manifeste du dirigeant Adolf Hitler, Mein Kampf, et Le Mythe du vingtième siècle, d’Alfred Rosenberg, et on l'invite à s'occuper du secrétariat,.
Magda dirige bientôt la section féminine locale du NSDAP. Néanmoins, maquillée et vêtue de toilettes luxueuses, peu encline à côtoyer les couches populaires qui fréquentent cette unité, et consciente de sa valeur, elle se présente directement au quartier général du parti à Berlin, au 10 Hedemannstrasse,. Grâce à son excellente formation et à ses connaissances linguistiques, on lui confie un poste au secrétariat du gauleiter-adjoint, où elle est notamment chargée des archives de la direction ; elle travaille donc à proximité du gauleiter Goebbels.

#### Travail au NSDAP et rencontre avec Goebbels
D'une manière générale, ce n'est sans doute pas l'idéologie nationale-socialiste qui attire Magda vers la politique mais beaucoup plus probablement l'ambition, le goût du pouvoir et une réelle fascination pour Goebbels et Hitler dont le charisme et la radicalité l'exaltent, et offre une grande cause à soutenir pour combler le vide de son existence, à travers une aventure collective.
Günther Quandt, son ancien mari, témoigne qu'alors son ex-épouse était « euphorique », répétant « sans cesse que Hitler irait loin et que lui seul pouvait sauver l'Allemagne ».
Les témoignages de l'époque décrivent une femme intelligente, belle, cultivée mais également égoïste et narcissique. Sa mère ne partage pas son enthousiasme pour le Dr Goebbels qu'elle considère, « malgré sa grande intelligence », comme « un petit bourgeois » avide de prestige et de domination mais Magda lui confie plus tard que si Hitler arrive au pouvoir, elle sera « l'une des premières femmes d'Allemagne ».
L'ethnopsychiatre Tobie Nathan explique l'adhésion rapide et totale de Magda Quandt à la cause nazie par sa propre origine trouble et ses problèmes de filiation, aussi par sa mise en pension en Belgique qui lui fait abandonner sa langue, son milieu, sa perception du monde dont la consistance lui devient ainsi incertaine ; avec le nazisme, elle trouve une idéologie voire une identité la faisant appartenir à la « race supérieure », un type d'engagement qu'elle recherchait,.
Goebbels, connu pour ses liaisons féminines, remarque immédiatement cette dame élégante et gracieuse, et la charge rapidement de s'occuper de ses archives privées en devenant sa secrétaire. Il évoque cette rencontre à la date du 7 novembre 1930 dans son journal : « Une jolie femme du nom de Quandt organise mes nouvelles archives personnelles ». Elle se charge également personnellement de rassembler pour lui les coupures de presse allemandes et étrangères, grâce à sa maîtrise de plusieurs langues étrangères, qui évoquent son nom ou son parcours. En janvier 1931, elle l’accompagne à une réunion du NSDAP qui a lieu à Weimar ; lui y croise Anka Stahlherm, son premier amour de jeunesse, qu’il présente à Magda. Malgré un physique peu avantageux et une claudication héritée d'une ostéomyélite juvénile, Goebbels, docteur en philologie, séduit Magda. La jeune femme divorcée et le hiérarque du NSDAP deviennent rapidement amants et Goebbels écrit dans son journal le 15 février 1931 : « Ce soir, Magda Quandt est venue. Et elle est restée très longtemps. Elle est épanouie dans une douceur blonde enchanteresse. Comment es-tu, ma reine ? » ; le 15 mars, il note : « Je vais désormais laisser tomber les histoires de femmes et me consacrer entièrement à une seule… elle a un sens avisé de la vie, orienté sur le réel, et en même temps une pensée et une action généreuses. Encore un peu d’éducation pour moi et pour elle, et nous irons merveilleusement bien ensemble ». Le 2 avril, des SA tentent de se rebeller contre Goebbels ; ce dernier va alors chercher de l’aide auprès de Hitler : Magda l’accompagne pour cette visite mais elle ne lui sera présentée officiellement qu'en septembre 1931. Selon l'historien Fabrice d'Almeida, la militante se transforme alors en fanatique - mot à la mode à l'époque.

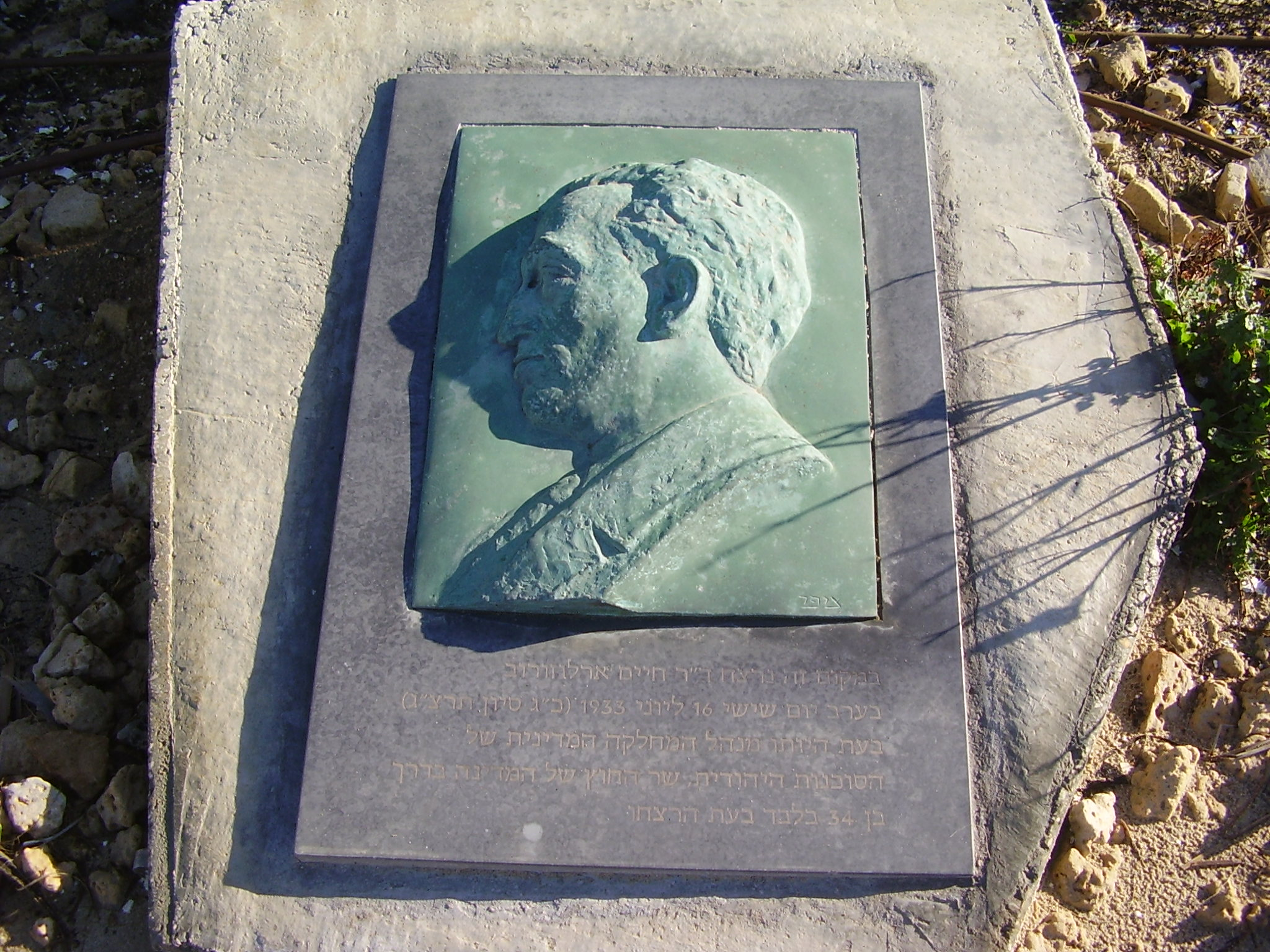
Mémorial de Haïm Arlosoroff à Tel-Aviv.

C'est le début d'une relation intense et difficile, car les deux amants sont jaloux de leur liberté respective. Farouche antisémite, Goebbels apprend ainsi que Magda fréquente toujours Arlozoroff, de façon possiblement amicale, jusqu’à ce qu'ils se quittent finalement après une violente dispute. Goebbels rapporte dans son journal qu'« elle était dans sa vie d'avant très légère et irréfléchie ». En juin 1933, Viktor Arlozoroff sera assassiné à Tel-Aviv ; pour ce meurtre resté non élucidé, certains avancent que Goebbels en serait l'instigateur,,.

#### Dans les cercles de pouvoir du parti
L'appartement élégant de Magda devient le point de ralliement de l'élite de la société nazie où Hitler et elle se rencontrent régulièrement. Il est séduit par l'ambiance de son foyer et particulièrement par l'hôtesse qui incarne parfaitement le modèle de la femme germanique. Elle est l'une des rares personnes de son entourage qui rayonne de charme, qui lui est fidèlement dévouée et qui est aussi capable de soutenir avec lui une véritable conversation.

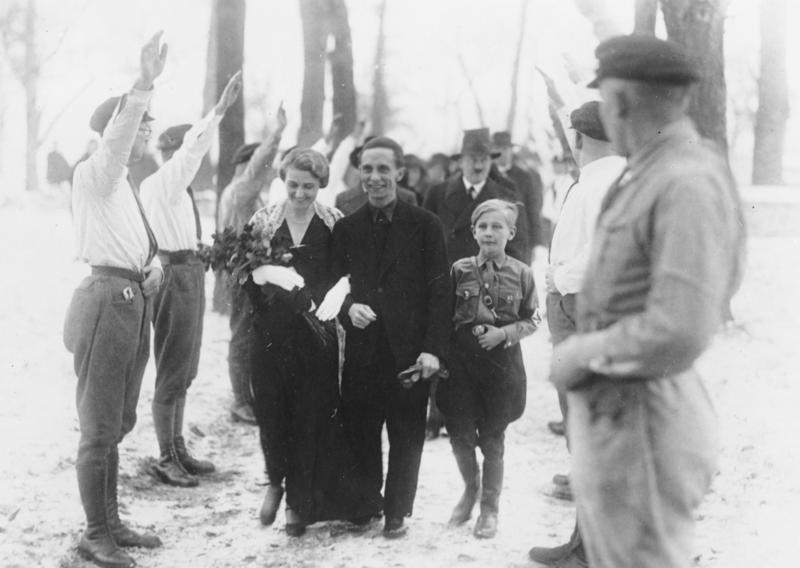
Mariage de Magda et Joseph Goebbels le 19 décembre 1931. En arrière-plan, le témoin du marié : Adolf Hitler ; à gauche de Goebbels, Harald Quandt âgé de 10 ans, le fils issu du 1er mariage de Magda, portant l'uniforme des Jeunesses hitlériennes.

Dans son journal, Goebbels ne tarit pas d'éloges sur la beauté de Magda dont il admire la blondeur naturelle ou ses yeux « qui (le) dévorent ». Pour sa part, André François-Poncet, diplomate français, écrit : « Je n'ai jamais vu une femme avec des yeux aussi glaçants ».
Hitler use néanmoins de son influence sur le couple d’amants pour accélérer leur mariage. Celui-ci a lieu le 19 décembre 1931 dans la propriété de Günther Quandt, avec qui Magda est restée en bons termes ; pour Anna-Maria Sigmund, ce dernier n’est pourtant pas prévenu de l'évènement. La mariée est habillée en noir, comme son époux, et le témoin de Goebbels n'est autre que Hitler. Le premier fils de Magda, Harald Quandt, alors âgé de 10 ans, est présent, vêtu de l’uniforme sombre des Jeunesses hitlériennes, et restera attaché à son beau-père. Un journal allemand titre : « Le petit chef nazi épouse une juive » (Magda Friedländer). Au mariage, est notamment conviée la cinéaste Leni Riefenstahl mais la famille de Magda a quant à elle refusé de venir à la noce. Walter Granzow est chargé d’organiser la cérémonie. Parce qu’il se marie avec une protestante, Goebbels est exclu de l’Église catholique romaine ; Hitler, en qualité de témoin, reçoit lui un « avertissement ».
Adolf Hitler, selon le général Otto Wagener, comprend rapidement que la désormais Magda Goebbels pouvait servir le NSDAP : Anna-Maria Sigmund note qu’« il espérait de son apparition aux côtés de Goebbels un gain de prestige pour le parti ». Hitler confie d’ailleurs à Wegener : « Cette femme pourrait jouer un grand rôle dans ma vie, sans que je sois marié avec elle. Elle pourrait représenter dans mon travail le pôle opposé à mes instincts exclusivement masculins ». Exempte de critique envers Hitler et le nazisme, presque plus dévouée que son mari, elle va même, selon Anna-Maria Sigmund, interpréter l’intérêt de Hitler comme étant des sentiments inavoués ; Leni Riefenstahl note ainsi dans ses Mémoires que Magda lui aurait confié : « J’aime aussi mon mari, mais mon amour pour Hitler est plus fort, pour lui je serais prête à quitter la vie ». « La rivalité pour être à proximité de l'idole et obtenir ses faveurs était aussi le lien du couple ». Elle semble également pour Goebbels être « un médiateur approprié pour renforcer sa propre position auprès du Führer ».

### Organisation du nouveau ménage

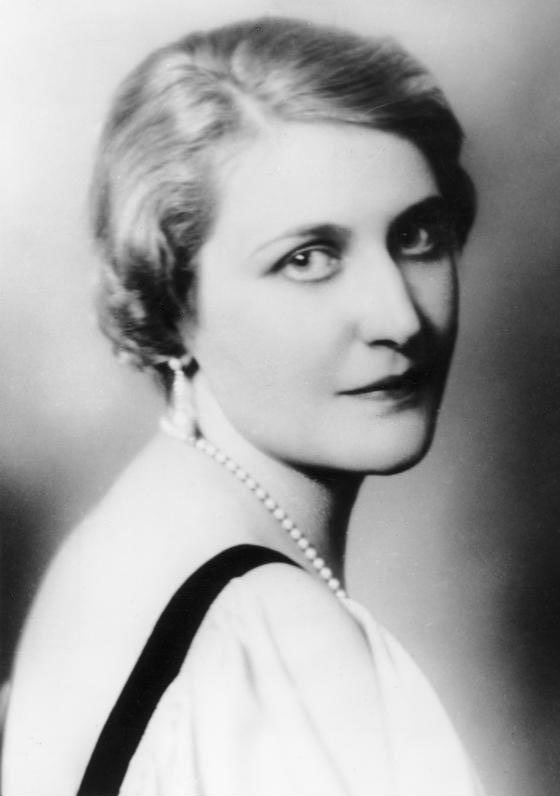
Magda Goebbels en 1933.

Le remariage de Magda avec le Dr Goebbels met fin au versement d’une pension alimentaire par son premier mari Quandt qui reçoit la garde de leur fils Harald. Cependant, ce dernier vient fréquemment voir sa mère et son beau-père, entretenant avec Goebbels une relation amicale en s’intégrant aisément dans cette belle-famille. Pour permettre d’élever cet enfant et ceux qui vont suivre, le salaire de Goebbels est doublé par Hitler. La mère de Magda, Auguste Friedländer, vit avec le couple et aide aux tâches ménagères, mais doit reprendre son nom de jeune fille, Behrend, alors que Richard Friedländer, le beau-père juif de Magda, coupe tous les ponts avec elle. Début 1932, Goebbels quitte Steglitz pour le bel appartement de Magda, sur la Reichskanzlerplatz. Le couple possède également une maison secondaire à Caputh, au bord du lac de Schwielowsee.
Magda suit son mari dans ces années de « lutte » qui vont se conclure par la victoire du NSDAP : elle l’accompagne lors de ses voyages, de ses tournées en province et rassemblements devant des dizaines de milliers de personnes. Elle et son mari Goebbels votent ensemble sous les yeux de la presse en 1932.

#### Naissances
Début août 1932, Hitler invite le couple au Berghof à Obersalzberg ; Goebbels note dans son journal : « Trajet de Berlin au Tegernsee -  Mme Hanfstaengl, Harald. Magda [en état de grossesse avancée] vomit toute la nuit ». Le 1er septembre 1932, Magda met au monde Helga, leur première fille. Le 23 décembre de la même année, elle fait une fausse couche ; elle est soignée par son amie gynécologue, le Dr Stoeckel, mais sa santé en pâtit fortement jusqu’à sa sortie de l'hôpital, le 1er février 1933 (Hitler envoie d’ailleurs un télégramme lui souhaitant un prompt rétablissement). Au total, le couple Goebbels va avoir six enfants : après Helga (née le 1er septembre 1932), ce sont Hilde (née le 13 avril 1934), Helmuth (né le 2 octobre 1935), Holde (née le 19 février 1937), Hedda (née le 5 mai 1938) et Heide (née le 29 octobre 1940), Magda conservant l'habitude de donner des prénoms dont la première lettre est un « H » ; elle va aussi faire trois fausses couches.

### Fonction et vie sous le Troisième Reich

#### «Première dame duIIIeReich»

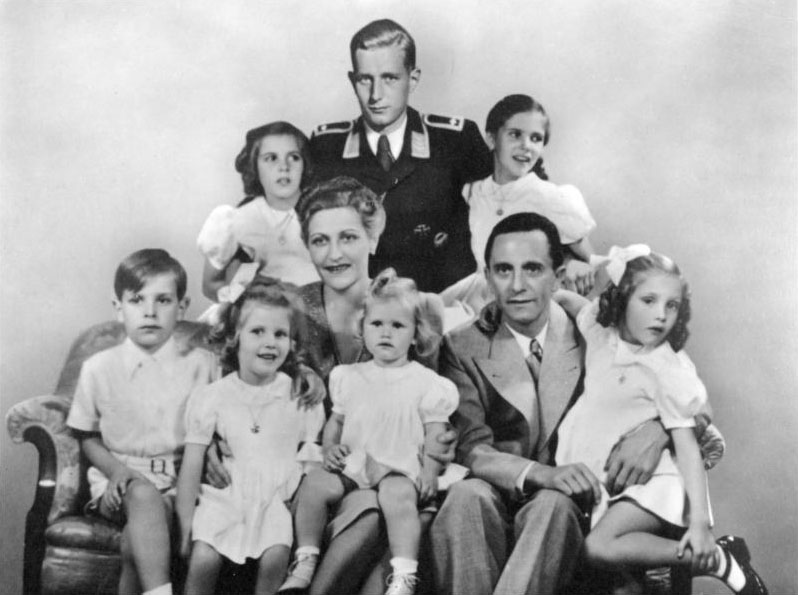
La famille Goebbels au complet, le 1er janvier 1944. En haut en arrière-plan, ajouté au cliché, le fils aîné de Magda, Harald, dans son uniforme de Feldwebel de la Luftwaffe.

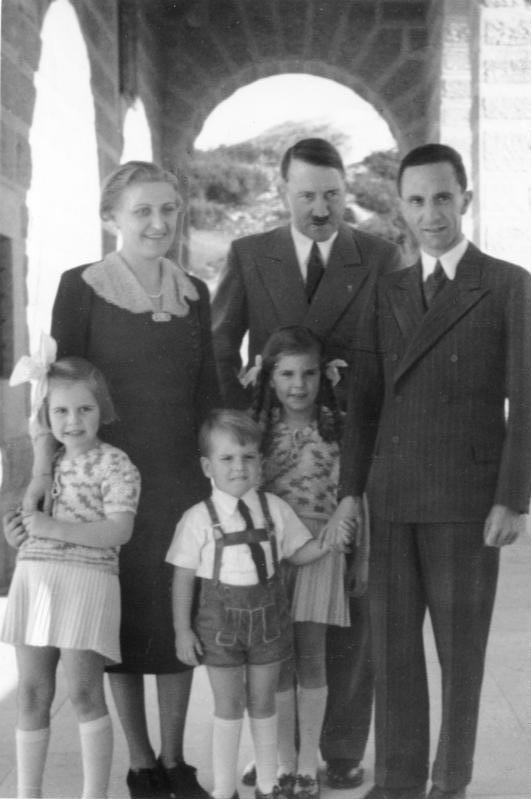
La famille Goebbels avec Hitler, au Berghof, en 1938.

Quand Hitler est nommé chancelier le 30 janvier 1933, il crée très vite un nouveau ministère pour Goebbels : « le ministère de l'Éducation du peuple et de la Propagande du Reich », bien que celui-ci ne fasse pas partie du premier cabinet Hitler, ce qui irrite et déçoit Magda ; le nouveau ministère se situe dans l’ancien palais Prinz-Leopold, sur la Wilhelmplatz, où emménage toute la famille. Le nouveau ministre écrit : « Magda est fière et folle de joie ».
Pour Goebbels, il est impensable de donner à sa femme un rôle politique et de fait Magda Goebbels n'exerce plus de fonction au sein du parti. Mais elle incarne l'Aryenne parfaite et fait partie du cercle des intimes du Führer. Elle profite de son nouveau prestige et devient en quelque sorte la « Première dame du Troisième Reich »,. Elle représente le régime lors de certaines visites d'État et sorties officielles, participant ainsi régulièrement « à la représentation aux côtés de Hitler » : elle est souvent invitée à la nouvelle chancellerie, tant aux grandes réceptions où elle resplendit d’aisance et d’élégance qu’aux « petites réceptions pour le thé que donne Hitler à l'intention d'acteurs et artistes sélectionnés ». Elle est pourtant écartée un temps, à la fin de 1935, pour avoir critiqué en privé la maîtresse du Führer, Eva Braun, dont l'existence reste cachée au public jusqu'à la chute du Reich.
Magda se sent à l'aise dans les cercles politiques et le couple se dispute souvent à cause de ses opinions divergentes quant au rôle et au statut de la femme dans la société. Une querelle éclate lorsqu’en juillet 1933, Magda ambitionne de prendre la direction de l’Office de la mode allemand (Modeamt) et que Goebbels s’y oppose, où elle n'obtient que le poste de présidente d'honneur avec pour but de « transformer par (son) exemple la femme allemande en un véritable modèle de sa race ».
Après ce refus, Magda refuse de suivre son mari au Festival de Bayreuth en 1934, et c’est finalement sur l’insistance de Hitler qu’elle fait le voyage en avion, arrivant toutefois avec un léger retard ; Goebbels note dans son journal : « Après le premier acte [des Maîtres chanteurs], Magda arrive. Rayonnante de beauté… atmosphère très oppressée… dans la nuit, encore du café. Il [Hitler] établit la paix entre Magda et moi. C’est un véritable ami ».

#### «Plus grande mère du Reich»
Magda finit néanmoins par se soumettre et accomplir la tâche la plus importante d'une femme nazie : la maternité. En 1940, elle est mère de six enfants. À ceux-ci s'ajoute son fils aîné, Harald, qui vit avec le couple depuis 1934. Elle devient la première femme à recevoir la « croix d'honneur de la mère allemande » des mains de Hitler. Le 14 mai 1933, lors de la première Fête des Mères du régime, elle prononce un discours antisémite, retransmis à la radio, sur Hitler « porteur d'un nouvel ordre auquel les femmes adhèrent instinctivement..., partisanes, enthousiastes et fanatiques », et sur les vertus de la femme et mère allemande,. Elle donne par la suite une entrevue à une journaliste du quotidien britannique Daily Mail, où elle minimise l’éviction des femmes de la vie publique, soulignant que seulement trois domaines, comme dans de nombreux pays de l’époque, leur sont interdits (l’armée, le gouvernement et la justice), en affirmant qu’elle préférait voir une jeune fille se marier qu’exercer un emploi. Elle devient la femme la plus influente d'Allemagne,.
Quand en avril 1934, elle donne naissance à sa seconde fille, son mari déçu ne lui rend visite en lui apportant des fleurs à la maternité qu'après que Hitler lui a lui-même rendu hommage. L'année suivante, elle donne enfin un fils à son mari.

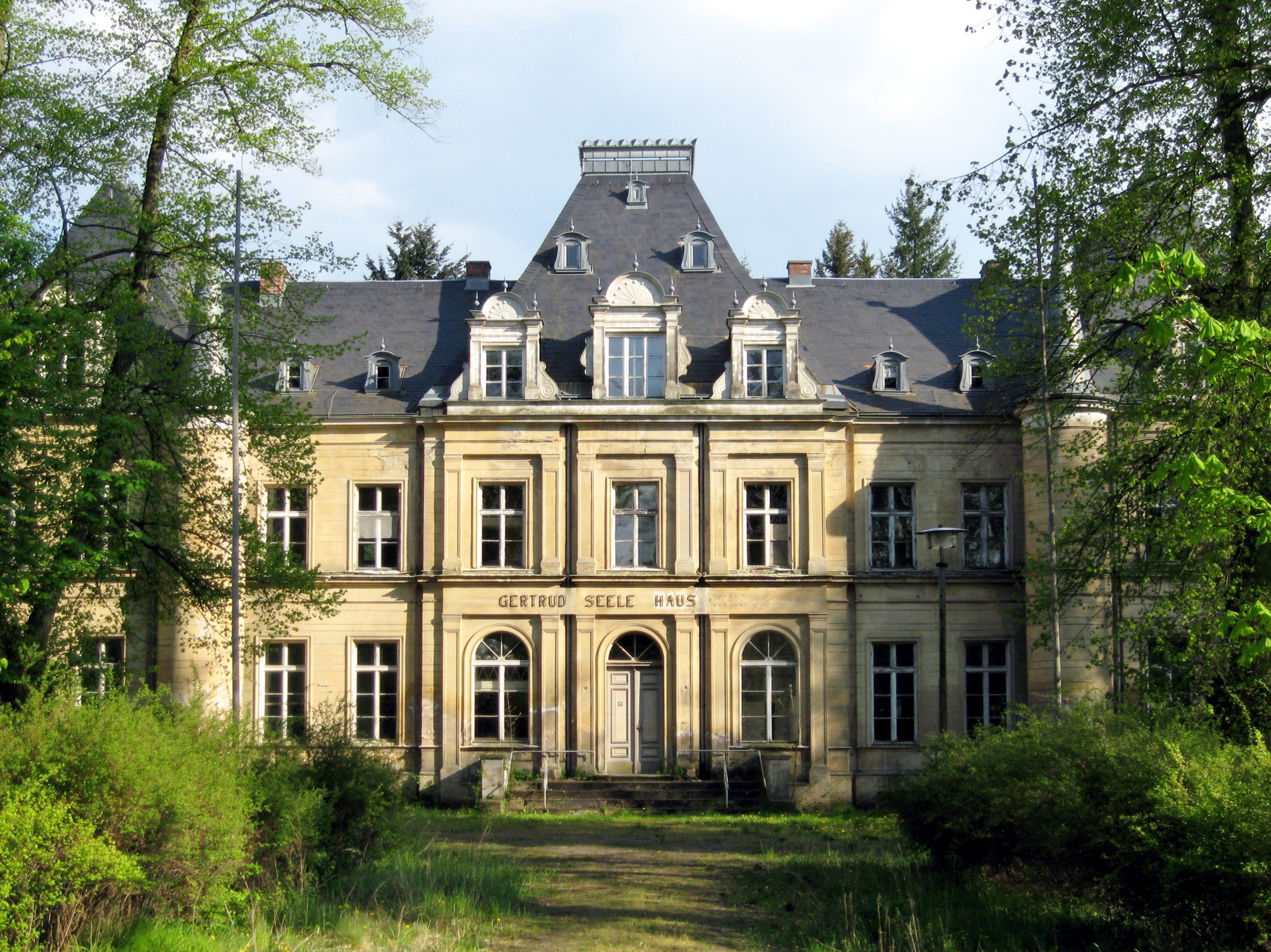
Le château de Lanke, en 2008.

En 1936, le couple déménage dans une « magnifique villa en briques d'où des Juifs avaient été expropriés, sur Schwanenwerder, la presqu’île du Wannsee » (dans le cadre de l'aryanisation des biens juifs) ; elle vaut 350 000 Reichsmark. Le couple contracte une hypothèque de 100 000 RM, tandis que Magda avance la même somme grâce aux indemnités de son divorce avec Quandt, de l'avance de 80 000 RM de l’éditeur Max Amann pour la future publication du Journal de Goebbels et d’un don de 70 000 RM de Hitler. La villa est plus tard agrandie, à la suite de l’expropriation d’un autre voisin juif, et elle accueille « des voitures de sport Mercedes, des bateaux à moteur et un yacht à voiles ». Le couple possède également comme résidence secondaire le château de Lanke, près du Bogensee, qui appartenait autrefois à la famille du beau-père de Magda (les Friedlaender-Fuld) et que la ville venait d’offrir à Goebbels : celui-ci fait par la suite rénover et agrandir la demeure pour un total de deux millions de RM (payés par la UFA, contrôlée par Goebbels), portant le bâtiment principal à 21 pièces « avec une salle pour les projections privées - exactement comme au Berghof […], une climatisation moderne, un chauffage à air pulsé, de nombreuses salles de bain, et également comme dans le domicile privé de Hitler, des fenêtres à commande électrique ».

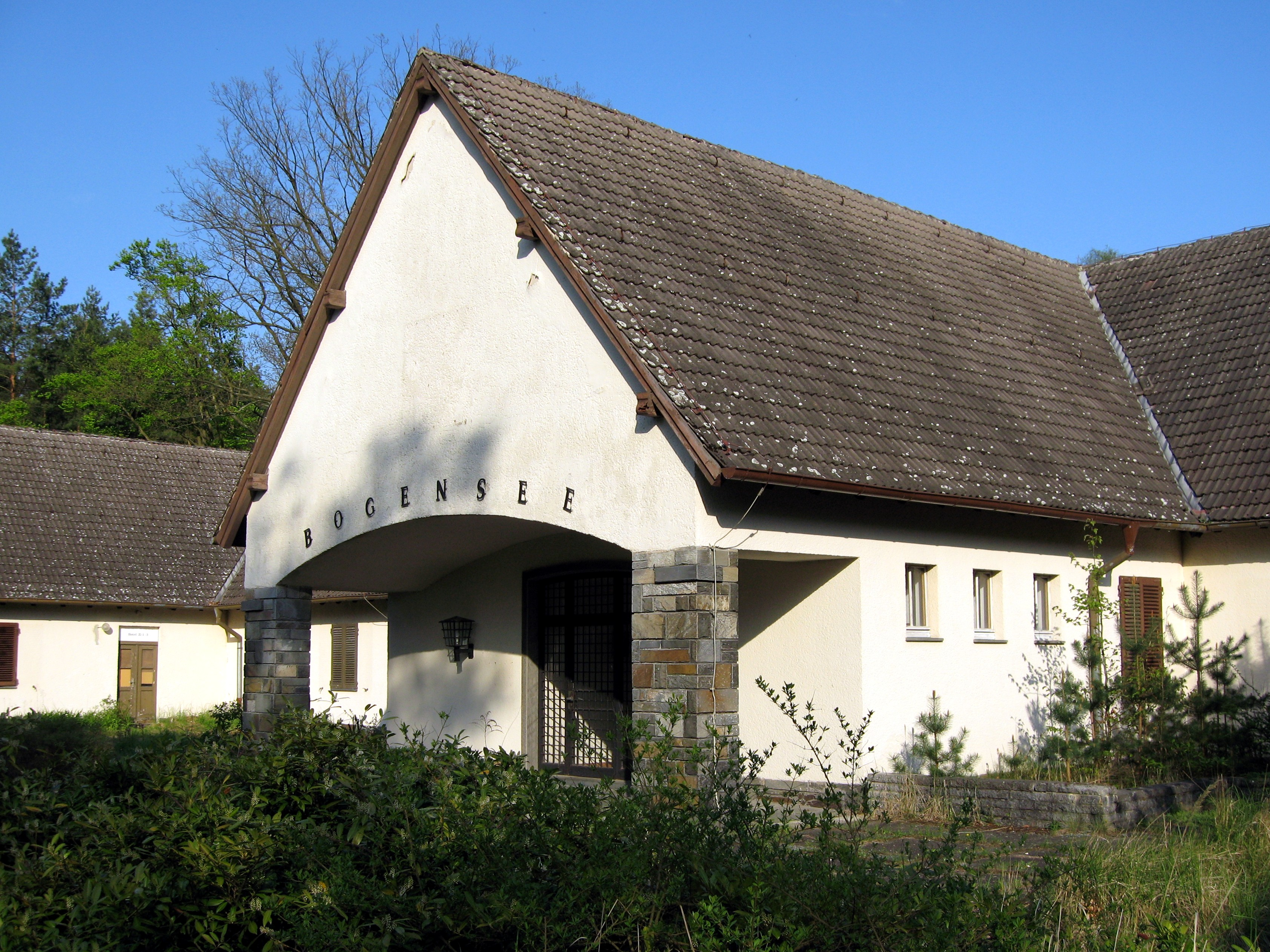
Maison de week-end des Goebbels à Bogensee, à 15 kilomètres au nord de Berlin, où sont tournés de nombreux films de propagande chaque été.

Au trente-neuvième anniversaire de Goebbels (le 30 octobre 1936) organisé par son épouse, celui-ci écrit dans son journal : « Célébré avec Magda et les enfants. C’est si charmant et si cordial. Les enfants récitent des poèmes. Puis on passe un film d’eux, adorable, exactement comme ils sont. Nous sommes tous très heureux… toujours de nouveaux invités… Arrive le Führer. Il est très touché… et ensuite il parle très aimablement et familièrement avec moi… Repas à la maison… des montagnes de lettres, de fleurs et de cadeaux… et puis sortie au Bogensee… je suis si impatient [Magda faisait faire des transformations]… la maison est devenue magnifique ».

#### Propagande et menace de divorce

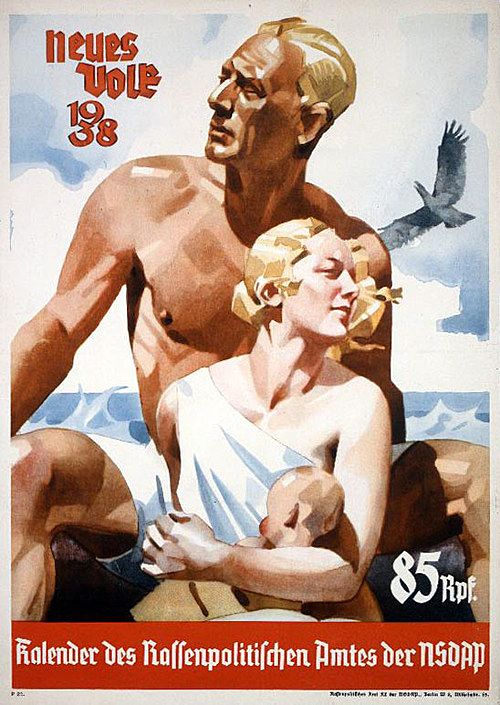
Propagande nazie sur un calendrier, en 1937.

Toute la famille Goebbels sert la propagande nazie et donne l'image parfaite d'un ménage modèle, avec Hitler comme oncle bienveillant. Le quotidien ordonné et bucolique de Magda Goebbels au sein de sa famille aryenne idéalisée est mis en scène, filmé par le ministère de la Propagande, parfois avec le Führer, pour être régulièrement l’objet de séances de projection dans les cinémas allemands, entre 1936 et 1944, « comme une vitrine du nazisme », « modèle idéal auquel il faudrait se conformer »,,. Hitler apparaît d'ailleurs moins souvent sur les écrans que les enfants Goebbels, qui illustrent la fertilité et la beauté de la famille allemande. Toujours au service du Führer, Magda Goebbels et ses enfants rendent aussi régulièrement visite à Hitler où souvent un photographe est présent, qui montre ainsi que le meneur d'hommes n'est pas seul et se comporte gentiment avec les enfants afin qu'il apparaisse comme il le soutient : « le père de tous les enfants allemands ». Ces images lui sont utiles à la veille du conflit qu'il s'apprête à engager.
Magda Goebbels, toujours parfaitement coiffée, manucurée et maquillée, vit dans le luxe. Mais l'apparence de la famille heureuse que Magda préserve avec discipline est trompeuse. Leurs relations se sont distendues et ressemblent plus à un partenariat forcé. Des frictions apparaissent, et le père de famille passe souvent ses nuits avec des actrices ; la situation s'aggrave quand, en 1938, Goebbels confesse à Magda qu'il est amoureux de l'actrice tchèque Lída Baarová, alors en couple avec l'acteur Gustav Fröhlich et qui a 22 ans, avec laquelle il s'affiche publiquement. Alors qu’épuisée par ses grossesses successives, elle avait plus ou moins toléré les incartades passées de son époux, le fait qu’ici des sentiments entrent en jeu change la situation : elle menace de divorcer, sûre de son ascendant sur son mari ; Goebbels note dans son journal : « Elle est si dure, si méchante ». Elle s'appuie notamment sur Karl Hanke, secrétaire d'État auprès du ministre de la Propagande et va plaider sa cause au Berghof auprès de Hitler : elle menace de divulguer des documents précédemment mis à l’abri (lettres, listes, etc.) témoignant de la vie extra-conjugale de Goebbels, procédant de la même façon que lors de son divorce avec Günther Quandt. Elle se réfugie chez Hanke qui devient son amant et lui propose de l'épouser.
Cependant, Hitler, supplié par Magda Goebbels d'intervenir, refuse le scandale que pourrait provoquer un divorce, notamment en raison de l'image de la famille modèle diffusée par la propagande, et qu'il fallait défendre à tout prix (le ministre est une figure de proue du régime et Magda Goebbels, titulaire de la croix d'honneur de la mère allemande, parfaite incarnation de la mère idéale) ; aussi, les plans d'invasion de la Tchécoslovaquie cadraient mal avec l'origine de la jeune actrice et le récent scandale du mariage du ministre de la Guerre Werner von Blomberg avec une ancienne prostituée « défrayait encore la chronique ». En conséquence, Hitler interdit à Goebbels tout contact avec la jeune actrice et celle-ci est renvoyée en Tchécoslovaquie,. Magda triomphe et retrouve la face. Goebbels, relatant cet épisode dans son journal, écrit le 18 août 1938 : « J'ai avec Hitler une longue et sérieuse discussion qui me touche au plus profond. J'en ressors abasourdi. Le Führer est pour moi comme un père […]. En cette heure difficile, cela m'est d'un grand secours. Je prends des décisions difficiles. Mais définitives […]. Alors je vais me plier. De tout mon être et sans rechigner. C'est une vie nouvelle qui commence à présent. Une vie dure et cruelle, entièrement vouée au devoir. C'en est fini maintenant de ma jeunesse ». Hitler lui a notamment indiqué qu'un divorce signifierait la fin de la vie mondaine de sa femme et la fin de la vie politique de l'homme. Un contrat de réconciliation - rédigée par Magda Goebbels - est signé fin août 1939, où Hitler est à nouveau témoin. Rentré à Berlin, la semaine suivante, il envahit la Pologne.
La même année, Richard Friedländer, le beau-père juif bien-aimé de Magda, est convoqué au bureau de Joseph Goebbels qui écarte tous ceux qui peuvent être un obstacle à sa carrière ou à l'idéologie nazie jugée parfaite, puis l'homme meurt dans le camp de concentration de Buchenwald.

### Seconde Guerre mondiale

#### Rôle pendant la guerre

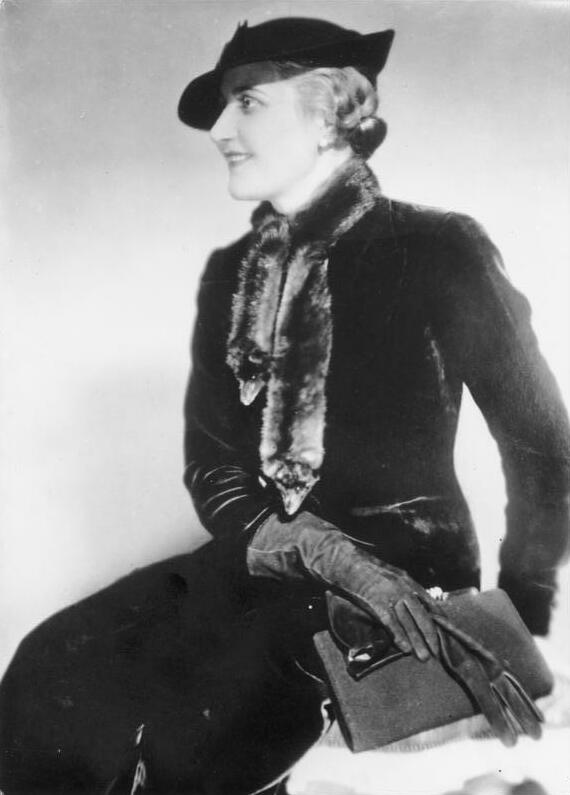
Magda Goebbels.

Le couple s'est reformé. Lorsque la guerre éclate en 1939, le ministre de la Propagande est entièrement dans son élément en annonçant des victoires réelles ou supposées et Magda Goebbels retrouve sa fonction officielle en accueillant les épouses des chefs d’État étrangers, en logeant des soldats, en réconfortant les veuves de guerre ou en distribuant des cadeaux de Noël aux enfants de soldats.
À mesure que Hitler se fait de plus en plus absent des cérémonies et des parades officielles, le couple Goebbels est très présent. Son fils Harald lutte même sur le front où sa mère a voulu l'envoyer, et la « Première dame » s'efforce de donner l'image de la mère patriote : elle suit une formation d’infirmière et travaille aussi pour Telefunken, société allemande de téléphone. Elle reçoit chez elle des soldats « méritants » comme ceux de la section « Tête de mort » (SS-TV) qui jouent et discutent gentiment avec ses enfants devant les caméras mais commettent des massacres de civils à l'Est. Elle demande également aux invités venus dîner à son domicile de fournir des tickets d'alimentation.
Étonnamment, Magda ne s’intéresse pas au destin de son ancien beau-père juif, Richard Friedländer, déporté au camp de  Buchenwald où il meurt en 1939, alors que la politique de discrimination à l'encontre des Juifs se transforme bientôt en un processus d'extermination planifiée. Elle accepte aveuglément le dogme du régime auquel elle se dévoue. En réponse à une question de son amie et ancienne belle-sœur, Ello Quandt, à propos de l'antisémitisme de son mari, elle répond cependant : « Le Führer le veut ainsi et Joseph doit obéir ». En 1942, à propos du processus de l’extermination des Juifs devenue systématique en Europe de l’Est depuis 1941, elle lui confie : « C'est épouvantable, tout ce qu'il me dit maintenant. Je ne le supporte vraiment plus… Tu ne peux pas imaginer avec quelles choses horribles il m'accable, et je ne peux m'épancher auprès de personne. Je n'ai le droit d'en parler à personne. Je le lui ai promis. »
En 1943, la famille s'installe dans sa résidence secondaire du château de Lanke, sur les berges du petit lac Bogensee, mais Magda souffre de sévères dépressions nerveuses qui reflètent son état psychologique. Son fils Harald revient du front blessé et sa mère s'inquiète face à la réalité de la guerre. Elle livrera plus tard : « Rien ne s'est passé comme le Führer nous l'avait promis » ; c'est l'échec de son idéologie et de son propre projet de vie.

#### Vie dans le bunker

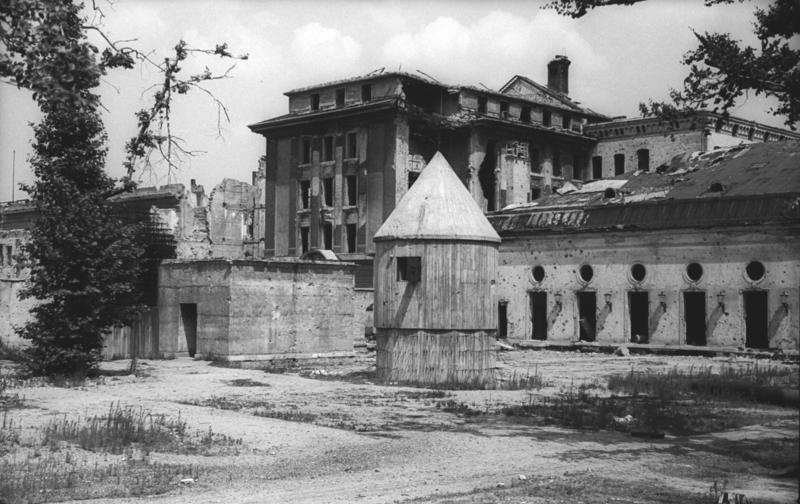
L'entrée du Führerbunker et sa bouche d'aération dans le jardin de la chancellerie en ruines, en juillet 1947, peu avant sa destruction.

En 1945, Magda accepte la décision de Goebbels de rester à Berlin avec le Führer jusqu'à la fin de la guerre. Ils décident que toute la famille mourra et Magda se justifie en affirmant qu'elle ne veut pas que ses enfants vivent dans un monde sans national-socialisme. Sa mère est bouleversée par cette perspective ; plusieurs de ses proches la conjurent de renoncer à ce projet ou lui proposent un refuge (comme en Suisse), et à en croire le journal de Goebbels, même Hitler n'est pas enthousiaste.
Le 22 avril 1945, avec l’accord de Hitler, la famille déménage au bunker du Führer, où elle va passer ses derniers jours ; elle occupe quatre pièces au sein du premier bunker. Elle mange dans un vaste couloir, Goebbels écrit dans son journal « comme un possédé » et Magda fait calmement la lecture à ses enfants. L'officier Gerhardt Boldt, présent dans le bunker, se remémore la figure de l'épouse du ministre : « Jusqu'à la fin, Mme Goebbels n'a montré aucune peur de la mort. Fringante et élégante, elle avait l'habitude de monter l'escalier en colimaçon en prenant la plupart du temps deux marches à la fois. Elle avait toujours un sourire aimable pour tout le monde… peut-être cette force de caractère admirable venait-elle de sa foi fanatique en Hitler ».
Adolf Hitler, avant de se suicider, donne à Magda Goebbels le symbole d'or du parti nazi qu'il portait, marqué du No 1. Elle déclare alors qu'il s'agit du « plus grand honneur qu'une Allemande peut recevoir ». Il lui a été attribué car elle est selon Hitler « la plus grande mère du Reich ». Elle écrit le lendemain : « Hier soir, le Führer m'a attaché son insigne du parti en or. Je suis fière et heureuse. Dieu fasse qu'il me reste la force de faire la dernière chose, la plus difficile. Nous n'avons plus qu'un seul but : fidélité au Führer jusque dans la mort. Que nous puissions mettre fin à notre vie en même temps que lui est une grâce que nous n'aurions jamais osé escompter ».

Le 28 avril, elle écrit à son fils Harald Quandt, combattant dans la Luftwaffe, dont elle ne savait même pas s'il était encore en vie ; cette lettre qui fait figure de testament politique et moral, couplée avec une lettre de Goebbels, réussit à être transportée hors de la ville lors du vol d'Hanna Reitsch : 

« Mon fils bien-aimé ! Nous sommes maintenant ici depuis six jours déjà, dans le bunker du Führer, papa, tes six petits frères et sœurs et moi, pour donner à notre vie nationale-socialiste la seule conclusion possible et honorable. Je ne sais pas si tu recevras cette lettre… Il faut que tu saches que je suis restée près de papa contre sa volonté, que dimanche dernier encore, le Führer voulait m'aider à sortir d'ici. Tu connais ta mère — nous avons le même sang — je n'ai pas eu besoin de réfléchir. Notre magnifique idée s'effondre, et avec elle tout ce que j'ai connu de beau, d'admirable, de noble et de bon dans ma vie. Le monde qui va venir après le Führer et le national-socialisme ne vaut plus la peine qu'on y vive, et c'est pour cela que j'ai aussi emmené les enfants ici. Ils sont trop bons pour la vie qui viendra après nous et Dieu, dans sa bienveillance, me comprendra si je leur donne moi-même la délivrance. Tu vas continuer à vivre et je n’ai qu'une prière à te faire : n'oublie pas que tu es un Allemand, ne fais jamais quoi que ce soit qui aille contre l'honneur, et veille à ce que ta vie ne rende pas notre mort vaine. Les enfants sont merveilleux. Sans aide, ils se débrouillent seuls dans cette situation plus que primitive. Qu'ils dorment par terre, qu'ils puissent se laver, qu'ils aient à manger ou quoi que ce soit… jamais de plaintes ou de pleurs. Les bombardements ébranlent le bunker. Les plus grands protègent les plus petits, et leur présence ici est déjà une bénédiction par le fait qu'ils obtiennent de temps en temps un sourire du Führer. […] Sois fidèle ! Fidèle à toi-même, fidèle aux gens et fidèle à ton pays. À tout point de vue !… Sois fier de nous et essaie de nous garder dans un souvenir fier et heureux. Tout le monde doit mourir un jour, et n'est-il pas plus beau de vivre brièvement, avec honneur et courage, que d'avoir une vie longue dans des conditions honteuses ? La lettre doit partir - Hanna Reitsch l'emmène. Elle va s'envoler encore une fois ! Je t'embrasse avec l'amour le plus tendre, le plus affectueux, le plus maternel ! Mon fils bien-aimé, que tu vives pour l’Allemagne !
Ta mère. »

#### Meurtre de ses six enfants et suicide
Hitler et son épouse Eva se suicident le 30 avril 1945. Auparavant, lors des adieux, Magda Goebbels déclare, éplorée : « Mon Führer, ne nous abandonnez pas, nous allons tous mourir pitoyablement sans vous ! ». Le coup de feu retentit alors que la secrétaire de Hitler, Traudl Junge, donnait à manger aux enfants Goebbels.
Le lendemain Magda habille ses enfants de tenues blanches et leur donne d'abord un somnifère. Endormis, elle leur met des ampoules de cyanure dans la bouche et ainsi tue Helga (12 ans), Hilde (11 ans), Helmuth (9 ans), Holde (8 ans), Hedda (6 ans) et Heide (4 ans). Albert Speer déclare à ce sujet dans ses mémoires : « Elle trouvait insupportable l'idée que ses enfants devaient être tués, mais se soumettait, semblait-il, à la décision de son mari ». Pourtant Traudl Junge et Liesl Ostertag, la servante d'Eva Braun, avaient proposé au couple de prendre soin des enfants et de les exfiltrer jusqu'en Bavière. À ce sujet, l'opérateur radio Rochus Misch se souvient : « Cela fit un drame dans le bunker du Führer quand on dit : « Les enfants restent ici ! » Les femmes, les personnels de cuisine et de bureau supplièrent Mme Goebbels à genoux, puis Hanna Reitsch, l'aviatrice, voulut faire sortir les enfants de Berlin en avion. Mme Goebbels refusa. Puis le jour arriva où Mme Goebbels prépara dans ma chambre les enfants pour la mort. Elle leur mit des vêtements blancs et leur peigna les cheveux. Goebbels n'était pas présent. Le Dr Stumpfegger est alors allé les voir et le Dr Naumann m'a dit : « Ils vont boire de l'eau aromatisée, et ce sera fini » ». Mais la première refuse et les enfants avalent apparemment une pilule de cyanure après avoir été endormis au moyen de somnifères.
Joseph et Magda Goebbels attendent quelques heures avant de s'habiller puis de saluer à 20 h 30 une dernière fois les rares militaires qui avaient accepté de rester dans le bunker. Goebbels et son épouse infanticide montent alors dans le jardin de la Chancellerie, par une porte secrète du bunker ; c'est là que Goebbels confie une ampoule de cyanure à son épouse, qui demande alors à son mari de lui tirer une balle peu après que celle-ci a avalé la capsule. Immédiatement après avoir tiré sur son épouse, Goebbels se suicide d'un coup de feu. Conformément à ses ordres, les deux corps sont brûlés par des officiers SS.
Les soldats soviétiques cherchant le bunker d'Hitler à Berlin trouvent les corps des six enfants qui paraissent endormis et ceux carbonisés de leurs deux parents.

### Descendance
Harald Quandt (1921-1967), le fils aîné rescapé de Magda Goebbels, a hérité avec son demi-frère de la fortune de son beau-père Quandt et a donné naissance à cinq filles (Katarina Geller, Gabriele Quandt-Langenscheidt, Anette-Angelika May-Thies, Colleen-Bettina Rosenblat-Mo et Patricia Halterman) ; l'une d'elles s'est convertie au judaïsme et a fondé un foyer juif,.

## Bilan
Connaissant les mœurs de la bourgeoisie, Magda Goebbels voulait atteindre le sommet de la société, et c’est cette volonté d'ascension sociale qui va caractériser sa vie dès son enfance. Cependant, derrière cette façade se trouvait une femme émancipée qui ne correspondait pas aux vertus principales de la femme au foyer et de la mère fidèle.[réf. nécessaire] Elle se sentait supérieure aux règles suivies par les femmes du peuple, car elle fumait, buvait de l'alcool, s'habillait avec des vêtements luxueux, trompait son mari avec son secrétaire d'État, Karl Hanke, et était la seule femme avec qui le Führer s’entretenait de politique.

## Décoration
- Elle a été nommée à la décoration de l'Insigne d'honneur en or du NSDAP comme étant, « le plus grand honneur que tout Allemand pourrait recevoir » et il lui a été attribué pour être « la plus grande mère dans le Reich ».

## Dans la culture populaire
Magda Goebbels a été représentée dans un certain nombre d'œuvres cinématographiques et télévisuelles. Elle y est presque toujours dépeinte dans son rôle d'épouse modèle du ministre de la Propagande et de Première dame du Reich, restant aux côtés du Führer dans le bunker et sacrifiant sa progéniture pour ses idéaux avant de mourir à son tour.

### Filmographie
- Goebbels-Geburtstagsfilm - 29.10.1940 (1940), film amateur réalisé par Heinz Rühmann avec Martha Goebbels dans son rôle.
- Enemy of Woman (1944), film réalisé par Alfred Zeisler avec Sigrid Gurie.
- La Fin d'Hitler (1955), film austro-allemand réalisé par Georg Wilhelm Pabst avec Helga Dohrn-Kennedy.
- Libération : Le Dernier Assaut (1971), film soviétique de Iouri Ozerov avec Yulia Dioshi.
- La mort d'Adolf Hitler (1973), film britannique réalisé par Rex Firlin avec Marion Mathie.
- Les Dix Derniers Jours d'Hitler (1973), coproduction italienne, britannique et américaine réalisé par Ennio De Concini avec Barbara Jefford.
- La Fille de tes rêves (1998), film espagnol réalisé par Fernando Trueba avec Hanna Schygulla.
- Moloch (1999), film franco-germanique réalisé par Alexandre Sokourov avec Yelena Spiridonova.
- La Chute (2004), film allemand réalisé par Oliver Hirschbiegel avec Corinna Harfouch.
- Jud Süß - Film ohne Gewissen (2010), film autrichien réaliser par Oskar Roehler avec Lena Reichmuth.
- Gandhi to Hitler (2011), film indien réaliser par Rakesh Ranjan Kumar avec Nikita Anand.
- The Devil's Mistress (2016), film slovaco-tchèque réalisé par Filip Renč avec Lenka Vlasáková.

#### Télévision et courts-métrages
- Le Bunker (1972), téléfilm français réalisé par Roger Iglésis avec Eléonore Hirt.
- The Death of Adolf Hitler (1973) de la série ITV Saturday Night Theatre de Rex Firkin avec Marion Mathie.
- Le Bunker (1981), téléfilm franco-américain réalisé par George Schaefer avec Piper Laurie.
- Inside the Third Reich (1982), téléfilm américain de Marvin Chomsky avec Elke Sommer.
- 100 ans d'Adolf Hitler - Les dernières dans le bunker du Führer (1989) téléfilm réaliser par Christoph Schlingensief  avec Margit Carstensen.
- Beyond the Pale (1998) de la série Mosley de Laurence Marks avec Martina Berne.
- Goebbels und Geduldig (2001) téléfilm allemand de Kai Wessel avec Eva Mattes.
- The Assassination of Archduke Ferdinand/The Death of Hitler (2003), série documentaire de David Upshal avec Jill Richardson.
- Propaganda (2004), téléfilm allemand de Horst Königstein avec Annette Uhlen.
- Uncle Adolf (2005), téléfilm anglais de Nicholas Renton avec Emma Buckley.
- The Last Day of Joseph Goebbels (2009) réaliser par Christopher Obal par Anika Kunik[57].
- Magda Goebbels, la première dame du IIIe Reich (2017), documentaire fiction réalisé par Antoine Vitkine.
- Charité en guerre (2019), série allemande d'Anno Saul avec Katharina Heyer.

##### Romans
La vie et les relations de Magda Goebbels ont fait l’objet de romans :
- Tobie Nathan, Qui a tué Arlozoroff ? : roman, Paris, Grasset, 2010, 425 p. (ISBN 978-2-246-75131-1, OCLC 620108363) ;
- Léonid Guirchovitch, Meurtre sur la plage, traduit du russe par Luba Jurgenson, Lagrasse, Verdier, coll. « Poustiaki », 2015 (où sont donnés de nombreux passages du journal de Magda Goebbels).
- Sébastien Spitzer, Ces rêves qu'on piétine, éditions de L’Observatoire, 2017 (les derniers jours de Magda Goebbels, histoires entremêlées de Magda Goebbels, de son mari, de son père, des déportés, des soldats américains).